# Рудево-Николаевка
Руде́во-Никола́евка (укр. Рудево-Миколаївка) — село,
Шевченковский сельский совет,
Синельниковский район,
Днепропетровская область,
Украина.
Код КОАТУУ — 1224888509. Население по переписи 2001 года составляло 57 человек.

## Географическое положение
Село Рудево-Николаевка находится на левом берегу реки Средняя Терса,
выше по течению на расстоянии в 1,5 км расположено село Заячье,
ниже по течению на расстоянии в 4 км расположено село Миролюбовка,
на противоположном берегу — село Котляровское.
Река в этом месте пересыхает.